# Thymoites orilla
Thymoites orilla là một loài nhện trong họ Theridiidae.
Loài này thuộc chi Thymoites. Thymoites orilla được Herbert Walter Levi miêu tả năm 1959.